# Umeda Sky Building

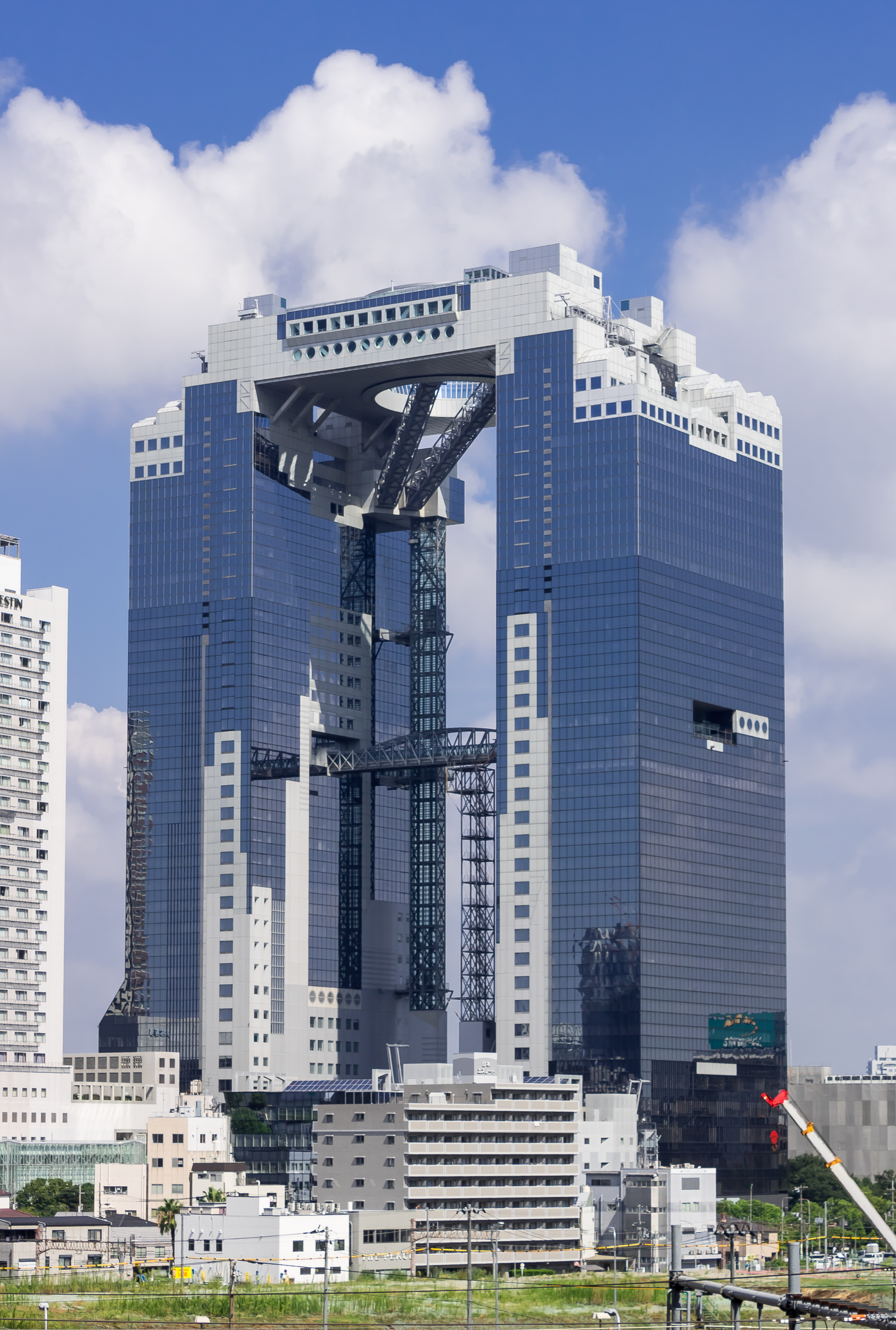
El Umeda Sky Building en Osaka, Japón.

El edificio Cielo Umeda (en japonés: 梅田スカイビル, Umeda Sukai Biru) es un rascacielos, el decimonoveno edificio más alto de Osaka, Japón, que es una de las imágenes más reconocibles de la ciudad. El edificio tiene 173 m de altura y fue diseñado por Hiroshi Hara.
Consiste en dos torres iguales de 40 pisos conectadas en su parte más alta con puentes y una escalera móvil cruzando el ancho atrio central. Corona el edificio una plataforma de 54 por 54 metros, perforada en su centro por un anillo acristalado. Localizado en Umeda, distrito de Kita-ku, el edificio fue concebido originalmente en 1988 como parte de “la ciudad del aire”, que incluía cuatro torres interconectadas. Al final, por consideraciones prácticas, el número de torres fue solo de dos. 
El arquitecto quiso dar al edificio la apariencia de una ciudad flotante, para lo cual Hara ideó el uso de cristales especiales en la parte superior del mismo, los cuales reflejan el cielo como paisaje exterior, contrastando con la cerámica opaca de su parte inferior.
Fue construido por la Takenaka Corporation y terminado en 1993. El edificio ofrece un observatorio en el tejado, «The Floating Garden Observatory», así como un mercado a nivel de la calle que quiere recrear la atmósfera de Osaka a principios del siglo XX.

## Enlaces externos

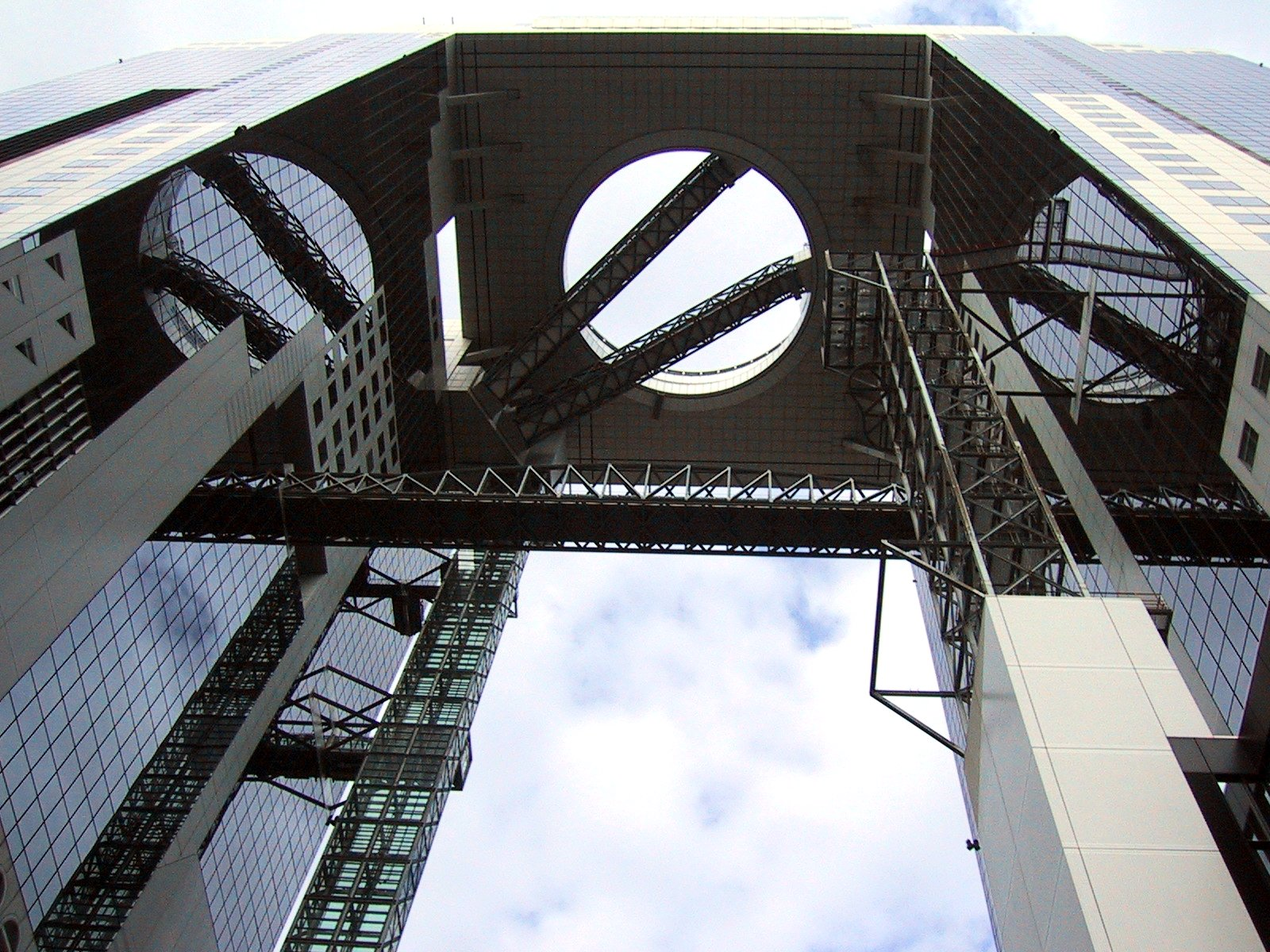
El atrio del Umeda Sky Building.